# غولدن لاين للإنتاج الفني
غولدن لاين للإنتاج الفني هي شركة فنية، تأسست عام 2006، متخصصة بالإنتاج التلفزيوني والدرامي العربي.

## أعمال الشركة
في عام 2025
•السبع
عام 2024
• العربجي (جزء 2) 
في عام 2023
• العربجي
في عام 2020
- هوس
- صقّار
- حب جنون 3

في عام 2019
- سلاسل ذهب
- حب جنون 2

في عام 2018
- هارون الرشيد [1]
- حدوتة حب [2]
- جرح الورد
- حب جنون

في عام 2017
- وردة شامية [3]
- خاتون - الجزء الثاني [4]

في عام 2016
- خاتون - الجزء الأول [5]
- صرخة روح - الجزء الرابع (وجع الصمت) [6]
- الخان

في عام 2015
- الغربال - الجزء الثاني
- دنيا - الجزء الثاني
- وجوه وراء الوجوه (جوري)
- صرخة روح - الجزء الثالث

في عام 2014
- الغربال - الجزء الأول
- خواتم
- صرخة روح - الجزء الثاني

في عام 2013
- قمر شام
- صرخة روح - الجزء الأول
- طاحون الشر - الجزء الثاني
- حارة الطنابر

في عام 2012
- طاحون الشر - الجزء الأول
- ما بتخلص حكاياتنا
- الأميمي

في عام 2011
- صايعين ضايعين
- الدبور - الجزء الثاني
- العشق الحرام

في عام 2010
- الدبور الجزء الأول
- الخبز الحرام
- ما ملكت ايمانكم

في عام 2009
- بيت جدي (الشام العدية)
- تحت المداس

في عام 2008
- بيت جدي - الجزء الأول